# Être et ne plus être autiste
Être et ne plus être autiste est un témoignage autobiographique et pseudoscientifique écrit par l'auteure québécoise Nathalie Champoux, publié en 2015 au Québec et en 2016 en France. 
L'auteure affirme avoir guéri ses enfants de l'autisme avec un régime sans caséine et sans gluten, assorti d'une chélation. 
Succès éditorial, cet ouvrage vaut à Nathalie Champoux de nombreuses invitations médiatiques, mais aussi de fortes réactions de la communauté scientifique, de parents, et de personnes autistes, en raison de son propos qui prétend à la possibilité d'une guérison de l'autisme. 

## Résumé du livre
En 2011, le fils ainé de l'auteure reçoit un diagnostic d'autisme, les médecins soupçonnant la même chose chez son cadet. Nathalie Champoux, 31 ans, cherche alors s'il est possible de guérir l'autisme et suit la piste du changement d'alimentation qu'elle a lue sur internet. Elle donne à ses enfants une alimentation bio, sans lait ni blé, et des compléments alimentaires. Elle assure qu'au bout de quelques jours, le comportement de ses enfants s'est amélioré, et qu'ils sont désormais guéris de l'autisme,,.

## Éditions
L'édition québécoise est parue en septembre 2015 chez Fides, et l'édition française l'année suivante, aux éditions Thierry Souccar.

## Médiatisation
L'ouvrage est médiatisé à la télévision au Québec, notamment par Gino Chouinard dans l'émission Salut Bonjour !. Il est aussi présenté par Denis Lévesque sur TVA, le 22 janvier 2016. 
L'auteure donne une conférence en mars 2016 à Paris. 

## Opposition et controverse
La médiatisation de ce livre suscite une opposition, notamment de parents d'enfants autistes. La Fédération québécoise de l'autisme publie un communiqué intitulé « Guérir l’autisme » après l'émission télévisée, pour rappeler que l’autisme n’est pas une maladie, et qu'il est impossible de le « guérir ».
Le Dr Jean-François Chicoine, de l’hôpital Sainte-Justine, met en cause la responsabilité éthique de l'éditeur.
Le lendemain de l'émission avec Nathalie Champoux, l’équipe de Salut Bonjour ! invite le Dr Laurent Mottron, qui souligne le caractère pseudoscientifique du livre, et reproche à Autisme Québec d'en avoir fait la publicité. 
En mai 2019, l'association CLE-autistes proteste contre une conférence de Nathalie Champoux à Antibes.